# Scheidemannplatz

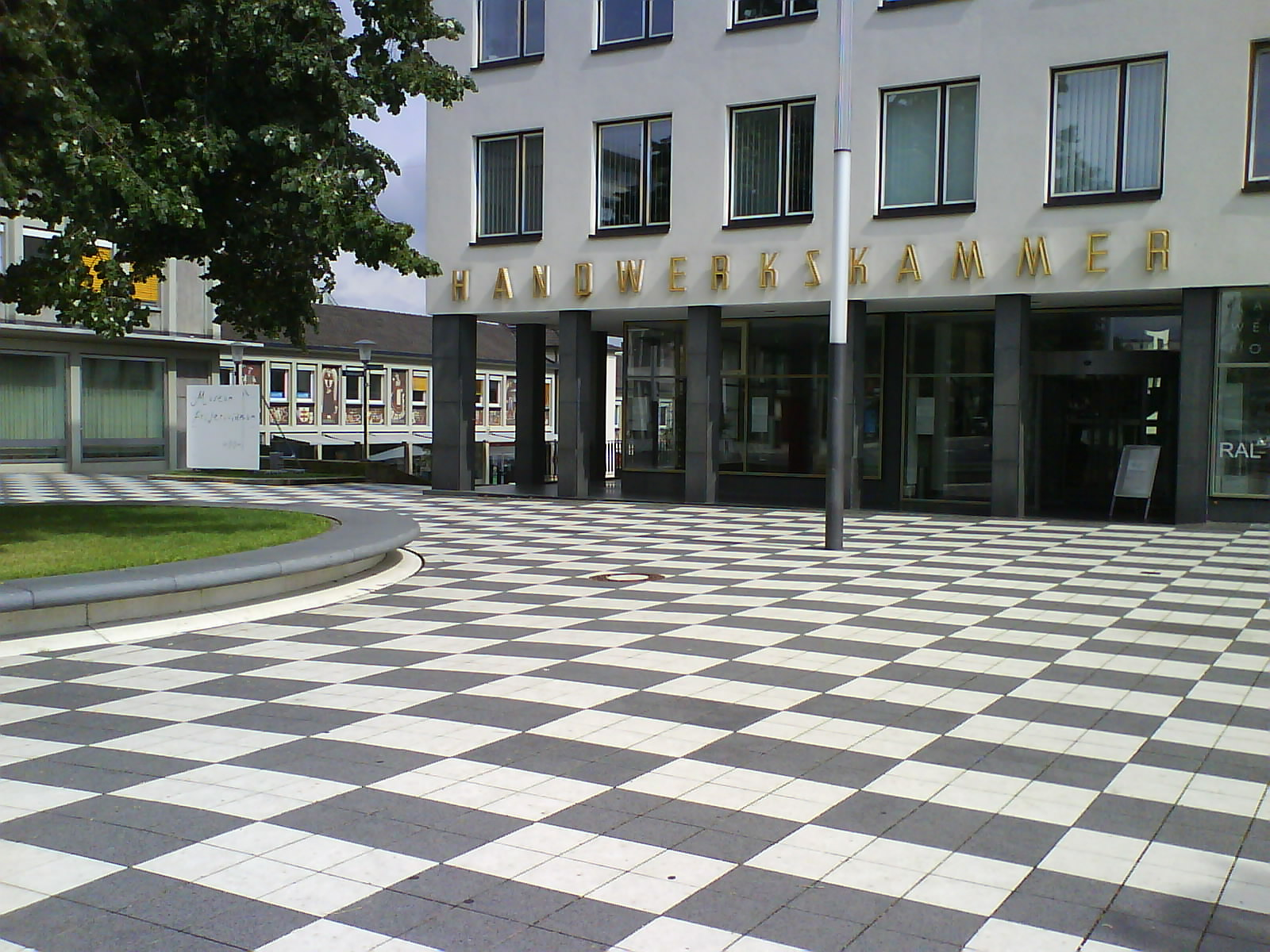
Platzfläche vor der Handwerkskammer

Scheidemannplatz (früher Neuer Wilhelmsplatz) ist der Name eines Platzes in der nordhessischen Stadt Kassel.
Der Scheidemannplatz ist ein wichtiger Bestandteil der Verbindung vom Kasseler Hauptbahnhof in die tiefer gelegene Innenstadt mit der Einkaufsstraße Königsstraße. Dabei markiert das zehngeschossige EAM-Hochhaus (das ehemalige Verwaltungsgebäude der EAM) den Beginn der Treppenstraße und damit den Weg zur Königsstraße und zum Friedrichsplatz.
Der Platz dient dem Autoverkehr als Teil des Kasseler Innenstadtringes. Die gleichnamige Haltestelle wird durch mehrere Bus-, Straßenbahn- und RegioTramlinien bedient. Für den Fußgängerverkehr existieren seit einem im Jahr 2005 abgeschlossenen Umbau wieder größere zusammenhängende Flächen mit Aufenthaltsqualität.

## Geschichte
Der heutige Scheidemannplatz geht zurück auf eine Stadterweiterung aus dem Jahre 1833. Die projektierte Friedrich-Wilhelm-Stadt, die durch den Kurfürsten Friedrich Wilhelm von Hessen-Kassel ihren Namen erhielt, sollte mit der Friedrich-Wilhelm-Straße (heute Ständeplatz) und dem „Neuen Wilhelmsplatz“ (später „Friedrich-Wilhelms-Platz“, heute Scheidemannplatz) ihren Mittelpunkt erhalten. Die ursprünglichen Planungen sahen im Zentrum des neuen Wilhelmplatzes das 1834–36 errichtete Ständehaus vor. In der Mitte des Platzes stand von 1881 bis 1952 der Vierflüssebrunnen. Durch drei den Platz querende Radialstraßen wäre hier eine Anlage von gleicher Bedeutung wie der des Königsplatzes entstanden.
Die historische Bebauung wurde durch die Bombenangriffe auf Kassel in der Nacht vom 22. auf den 23. Oktober 1943 stark beschädigt.
Seine heutige Gestalt erhielt der Platz in der Zeit des Wiederaufbaus unter dem Einfluss der Moderne von 1950 bis 1954. 1955 wurden die beiden wichtigsten Gebäude am Scheidemannplatz fertiggestellt. Dabei handelte es sich um den Sitz der EAM und der Handwerkskammer Kassel. Das letzte erhaltene Gebäude, das vor dieser Umgestaltung datiert, ist das heute vom Landeswohlfahrtsverband Hessen als Bürogebäude genutzte ehemalige Grandhotel Schirmer.
Der Platz diente zum einen als Verbindung zwischen Hauptbahnhof und Innenstadt und zum anderen als Verkehrsknotenpunkt für den Straßenverkehr und die Straßenbahn. Für Fußgänger war eine großzügige unterirdische Passage angelegt worden, in der sich auch Ladengeschäfte befanden, ein Ausgang führte direkt zur Treppenstraße. Die Unterführung war eine von vielen entlang des Innenstadtringes und neben dem U-Bahnhof Hauptbahnhof (Kassel) die einzige mit einer größeren Anzahl von Geschäften.
Im Sommer des Jahres 2003 wurde ein Wettbewerb zur Neugestaltung des Platzes durchgeführt. Unter den sieben Teilnehmern setzte sich das Büro mann landschaftsarchitekten durch. Im Zuge dieser Baumaßnahme wurde das unterirdische Bauwerk mit Beton zugeschüttet.
Am 23. September 2005 wurde der Platz neu eingeweiht. 
Seinen heutigen Namen erhielt der Platz  nach dem Kasseler Oberbürgermeister (1919–1925) Philipp Scheidemann, zuvor erster Reichsministerpräsident der ersten deutschen Republik.

## Verkehr

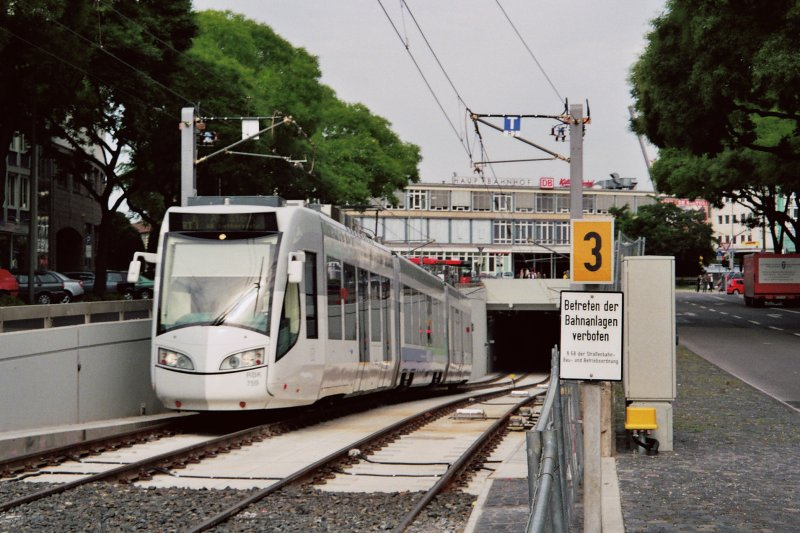
Rampe der RegioTram

Am Scheidemannplatz kreuzen sich die beiden Landesstraßen L3237 und L3420. Die auf den Platz zuführenden Straßen (Rudolf-Schwander-Straße sowie Ständeplatz) sind Bestandteil des sogenannten Innenstadtrings. Dieser dient zur Erschließung der Innenstadt für den Autoverkehr.
Die Haltestelle Scheidemannplatz des Kasseler Nahverkehrs wird von den Straßenbahn- bzw. RegioTram-Linien 5E, 7, N5, RT1, RT4 und RT5 sowie mehreren Buslinien bedient.
| Linie | Verlauf | Takt                                           |
| ----- | --- | ---------------------------------------------- |
| RT1   | Hofgeismar-Hümme – Hofgeismar – Grebenstein – Immenhausen – Espenau-Mönchehof – Vellmar-Obervellmar – Vellmar-Osterberg/EKZ – Kassel Jungfernkopf – Kassel-Harleshausen – Kassel-Kirchditmold – Kassel Hbf (tief) – Scheidemannplatz – Wilhelmsstraße/Stadtmuseum – Rathaus/Fünffensterstraße – Rathaus – Friedrichsplatz – Königsplatz – Am Stern – Holländischer Platz/Universität – Halitplatz – Hauptfriedhof – Wiener Straße – Holländische Straße Stand: Fahrplanwechsel Dezember 2021                                                                             | 30 min (werktags) 60 min (sonn-/feiertags)     |
| RT4   | Wolfhagen – Altenhasungen – Oberelsungen – Zierenberg-Rosental – Zierenberg – Fürstenwald – Ahnatal-Weimar – Ahnatal-Heckershausen – Ahnatal-Casselbreite – Vellmar-Obervellmar – Vellmar-Osterberg/EKZ – Kassel Jungfernkopf – Kassel-Harleshausen – Kassel-Kirchditmold – Kassel Hbf (tief) – Scheidemannplatz – Wilhelmsstraße/Stadtmuseum – Rathaus/Fünffensterstraße – Rathaus – Friedrichsplatz – Königsplatz – Am Stern – Holländischer Platz/Universität – Halitplatz – Hauptfriedhof – Wiener Straße – Holländische Straße Stand: Fahrplanwechsel Dezember 2021 | 60 min 30 min (Zierenberg–Holl. Str. werktags) |
| RT5   | Melsungen – Melsungen Bartenwetzerbrücke – Melsungen-Schwarzenberg – Melsungen-Röhrenfurth – Körle – Guxhagen – Baunatal-Guntershausen – Baunatal-Rengershausen – Kassel-Oberzwehren – Kassel-Wilhelmshöhe – Kassel Hbf (tief) – Scheidemannplatz – Wilhelmsstraße/Stadtmuseum – Rathaus/Fünffensterstraße – Am Weinberg – Heinrich-Heine-Straße/Universität – Auestadion Stand: Fahrplanwechsel Dezember 2023 | 30 min (werktags) 60 min (sonn-/feiertags)     |

Bei Großveranstaltungen in der Königsstraße wird sie als Ausweichstrecke genutzt. Seit Sommer 2007 wird in Höhe des Scheidemannplatzes die neue RegioTram durch den unter dem Hauptbahnhof hindurch gebauten Tunnel in das Netz der Kasseler Tram geführt. Die Rampe war zuvor Zufahrt des (heute stillgelegten) U-Bahnhofs am Hauptbahnhof.

## Umgebende Bebauung

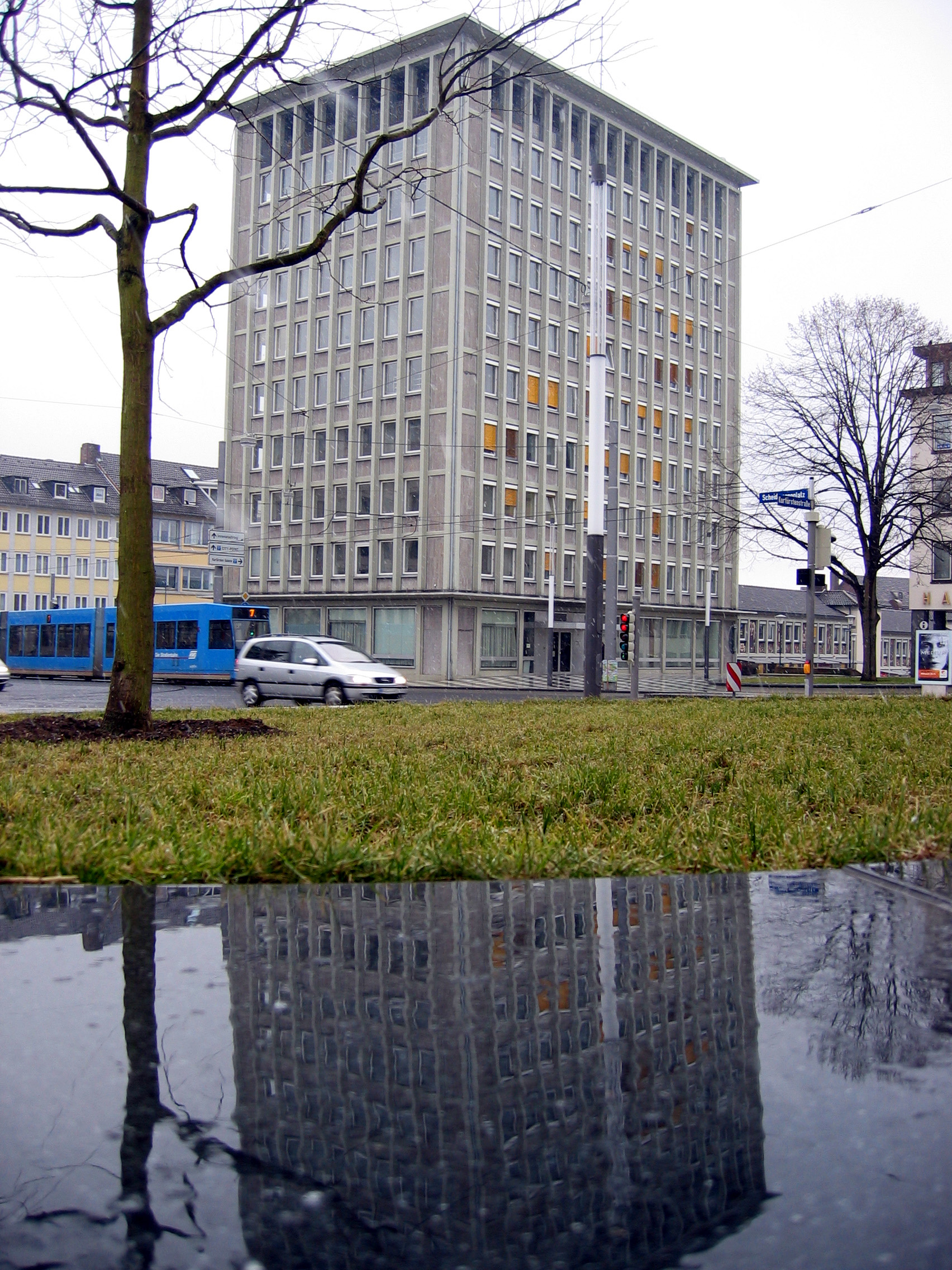
EAM-Hochhaus am Scheidemannplatz

Bedeutendstes räumliches Element ist das EAM-Hochhaus am östlichen Platzrand, das gleichzeitig den Beginn der Treppenstraße markiert. Es war früher Sitz des Energiekonzerns Energie-Aktiengesellschaft Mitteldeutschland. Am Südrand des Platzes befindet sich das Gebäude der Handwerkskammer Kassel, auf der gegenüberliegenden Seite die Hauptstelle der Volksbank Kassel Göttingen.

## Gestaltung

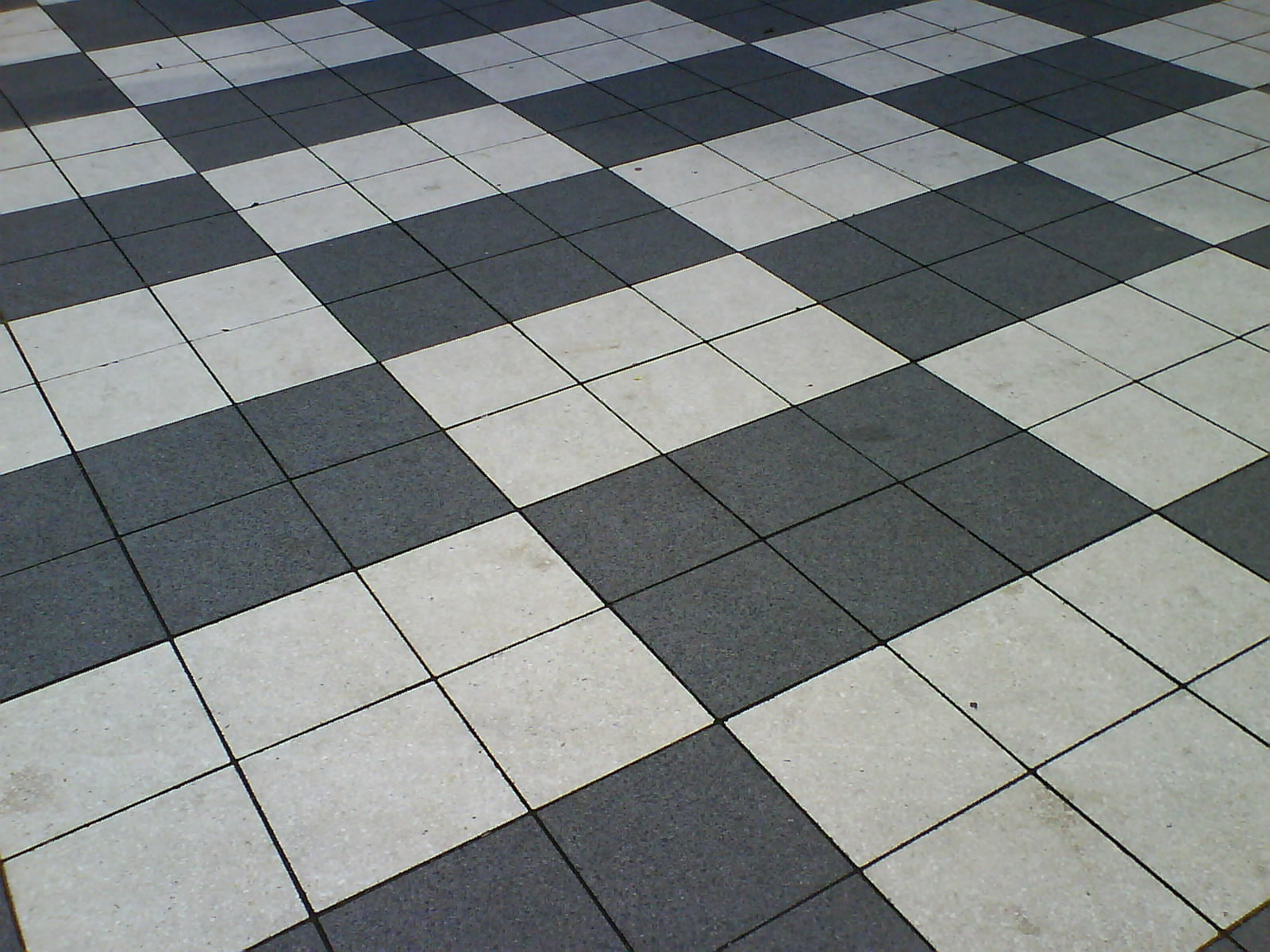
Schachbrettpflasterung

Die 2005 beendete Neugestaltung des Platzes ist ein Zitat der 1950er Jahre. Dies drückt sich in erster Linie in der Gestaltung des Bodenbelages aus. Dieser wurde in Form eines Schachbrettmusters mit schwarzen und weißen Feldern ausgestattet, welches sich über die gesamte Platzfläche inklusive der Verkehrsinseln erstreckt. Davon ausgeschlossen sind lediglich die Straßen sowie die Straßenbahnhaltestellen.
Die bereits auf dem Platz vorhandenen Bäume wurden, zum Teil zusammengefasst, in größere Tröge eingefasst, deren Inneres mit Gras bepflanzt wurde. Der Rand dient dabei sowohl als Einfassung als auch als Sitzgelegenheit.
Bei Dunkelheit werden die Tröge durch in den Einfassungen auf Fußhöhe angebrachte LED-Leuchten inszeniert. Auf der Platzfläche sind außerdem mehrere Leuchtstelen verteilt, die für eine flächige Beleuchtung sorgen.
Geplant wurde die Neugestaltung vom Landschaftsarchitekten Tobias Mann aus Fulda.

## Belege